# Montmérac
Montmérac è un comune francese del dipartimento della Charente, nella regione dell'Aquitania-Limosino-Poitou-Charentes.
È stato creato il 1º gennaio 2016 dalla fusione dei preesistenti comuni di Montchaude e Lamérac.
Il capoluogo è la località di Montchaude.